# Фарзалиев, Вагиф Меджид оглы
Вагиф Меджид оглы Фарзалиев (азерб. Vaqif Məcid oqlı Fərzəliyev; род. 19 декабря 1939, Баку) — азербайджанский химик. Специалист в области химии присадок. Заслуженный деятель науки Азербайджана (2009).

## Биография
Родился 19 декабря в 1939 году в Баку. После окончания школы № 189 поступил в Азербайджанский государственный университет на химический факультет (1958). 
Первую научную работу в области нефтехимии опубликовал в 1962 году «Вестнике АГУ» ещё будучи студентом. Окончил университет с красным дипломом (1963). По распределению был принят в Институт нефтехимических процессов имени Ю. Г. Мамедалиева АН Азербайджанской ССР на должность инженера. 
В 1963—1966 годы учился в аспирантуре Института химии присадок АН Азербайджана. В 1968 году защитил кандидатскую диссертацию. С 1966 года работал там же младшим, затем старшим научным сотрудником (1974). 
В 1986 году защитил докторскую диссертацию по теме «Научное обоснование разработки высокоэффективных углеродных присадок к смазочным маслам». Получил учёную степень доктора химических наук. 
В 1987 году получил звание профессора по специальности «нефтехимия». 
C 1988 года — директор Института химии присадок НАНА. 
В 2001 году избран членом-корреспондентом. С 2007 года — академик НАНА. С 1979 года является советником ЮНЕСКО в области присадок и смазочных масел.

## Публикации
- Синтез бисазометинов и исследование их в качестве ингибиторов в процессе окисления кумола // Нефтехимия, 2001, т. 41, вып.2. с.150-157.
- Симметричные бис-тиираны // Журнал органической химии, 1999, т. 35, вып.12, с. 1829—1842.
- Гидрозамещенные дибензодиазакрауны и эфиры азометинового типа как противоокислительные присадки к синтетическим маслам // Химия и технология топлив и масел, 2000, № 1, с. 40.
- 3-Замещённые тиетены — эффективные ингибиторы окисления кумола // Журнал прикладной химии, 2001, т. 74, № 1, с. 110—113.
- Синтез и изучение смазывающих свойств некоторых тииранов // Нефтехимия, 2001, т. 41, № 3, с. 235—239

## Награды и почётные звания
- 1970 — Медаль «В ознаменование 100-летия со дня рождения Владимира Ильича Ленина»
- 1971, 1977, 1981 — Золотые и бронзовые медали ВДНХ СССР
- 1986 — Медаль «За трудовую доблесть»[3]
- 1987 — Медаль «Ветеран труда»
- 1995, 1999 — Почётные грамоты Президиума АН Азербайджана.
- 14 декабря 2005 — Орден «Слава» — за заслуги в развитии азербайджанской науки[4]
- 2005, 2006 — титул Американского Биографического Института — «Человек года»
- 17 декабря 2009 — почётное звание «Заслуженный деятель науки Азербайджанской Республики» — за заслуги в развитии химической науки в Азербайджане[5]
- 2009 — медаль «Памяти академика Н. М. Эмануэля» и Диплом за вклад в науку и практику применения антиоксидантов
- 2011 — Эксклюзивная британская награда имени Королевы Виктории
- 2014 — Почётная грамота Национальной академии наук Азербайджана[6]
- 2017 — Премия имени академика Юсифа Мамедалиева[7]
- 18 декабря 2019 — Орден «Честь» — за заслуги в развитии науки в Азербайджане[8][9]
- 27 мая 2024 — Государственная премия Азербайджанской Республики в области техники — за комплексный научно-технический труд «Создание смазочных масел специального назначения и организация их производства»[10]